# Kjerstin Askholt
Kjerstin Askholt es una funcionaria noruega. Fue gobernadora de Svalbard desde 2015 hasta 2021. 

## Biografía
Nacida en Oslo en 1962, se graduó en Derecho por la Universidad de Oslo en 1988. Previamente, había servido como directora general del Departamento de Asuntos Polares del Ministerio de Justicia de Noruega desde el año 2003. También había ocupado el cargo de director adjunto en la prisión de Bredtveit entre 1990 y 1991, así como diversos cargos de dirección en el Servicio Penal de Noruega.